# Гулелеби
Гулелеби (груз. ღულელები) — село в Грузии, на территории Тианетского муниципалитета края (мхаре) Мцхета-Мтианети.

## География
Село находится в центральной части Грузии, на расстоянии приблизительно 17 километров (по прямой) к югу от посёлка городского типа Тианети, административного центра муниципалитета. Абсолютная высота — 1080 метров над уровнем моря.

## Население
По результатам официальной переписи населения 2014 года в Гулелеби проживало 260 человек (127 мужчин и 133 женщины). В национальной структуре населения грузины составляли 100 %.
| Год  | Население, человек |
| ---- | ------------------ |
| 2002 | 357                |
| 2014 | ↘ 260              |